# Colosse de l'Apennin
Pour autres emplois du terme, voir Apennin (homonymie).
Le colosse de l'Apennin (en italien : Il Colosso dell' Appennino) est une sculpture monumentale construite de 1579 à 1583 par le sculpteur flamand Jean Bologne (1529-1608). Elle est sise dans un parc de la localité de Pratolino dans la commune de Vaglia, à 12 km au nord de Florence en Toscane (Italie).
Le domaine de Pratolino a été classé au patrimoine mondial de l'Organisation des Nations unies pour l'éducation, la science et la culture (UNESCO) en 2013.

## Histoire
La sculpture est une commande des Médicis, puissante famille patricienne de la ville de Florence qui entamait des travaux d'aménagement du grand parc de leur luxueux palais d'été récemment achevé : la Villa di Pratolino (démolie en 1820). Appelé, du temps des Médicis, « Le parc des merveilles », il est toujours l'un des plus grands de Toscane (trente hectares).
Taillé dans la roche, le colosse de l'Apennin, haut de 14 mètres, représente selon certaines sources le dieu romain Jupiter, et selon d'autres, le dieu des montagnes – les Apennins étant toutes proches – dont il symboliserait la rudesse (voir les stalactites dans la barbe et les cheveux).
Le philosophe français Montaigne, l'un des tout premiers étrangers à avoir visité les lieux alors que le parc n'était pas terminé, et le colosse encore en chantier, mentionne le géant de pierre dans son Journal de voyage en Italie : « Et se bâtit le corps d’un géant, qui a trois coudées de largeur à l’ouverture d’un œil, le demeurant proportionné de même, par où se versera une fontaine en grande abondance.

## Caractéristiques
Le colosse se trouve au centre du parc, au milieu d'un bassin dans lequel on pêchait autrefois. Ce bassin était jadis bordé de deux rampes de pierre en forme de demi-cercle (voir photos ci-après). Il était situé à l'arrière du palais d'origine, dans la partie nord, qui était une zone de forêts.
Taillé dans le roc et surplombant l'étendue d'eau, le colosse a été construit en deux parties : le personnage, et la montagne artificielle dans laquelle il était niché (voir photos ci-après). Niche et montagne ont été détruites à la fin du XVIIe siècle. Une vue aérienne du domaine intégral de Pratolino, datée de 1590, les montre parfaitement.
Le géant de pierre semblait autrefois émerger de la montagne ; aujourd’hui, il semble sorti de la forêt. Derrière ses épaules, se trouvait jadis un grand labyrinthe de lauriers, et devant lui s'étendait une vaste pelouse bordée de vingt-six sculptures antiques aujourd’hui disparues ou volées.
La statue a été savamment recouverte d'enduit (stuc et autres) imitant la boue et les algues, et des stalactites (Cette « peau » était peinte à l'origine), pour suggérer que Jupiter vient tout juste d'émerger de l'étang. Et de fait, à l'origine, le système hydraulique faisait ruisseler de l'eau sur le corps du colosse, eau qui retombait dans le lac. L'effet produit devait être grandiose.
Restauré en février 2015 après trois années de travaux, l'on peut à nouveau voir le flux d'eau qui jaillit de la gueule ouverte du monstre marin qu'écrase Jupiter de sa main. L'espace vide creusé dans la tête du monstre devait, dit-on, contenir une cheminée qui, une fois allumée, dégagerait de la fumée à travers les narines de la bête ; pour cette raison, certains identifient le monstre comme étant un dragon. Au XVIe siècle, une sculpture de dragon, justement, est ajoutée par Giovan Battista Foggini au sommet d'une grotte creusée dans le dos du géant (son accès est aujourd'hui fermé par une grille).

## Une sculpture pleine de surprises
Le colosse de l'Apennin est plus sophistiqué et élaboré qu'il n'y paraît.
Un réseau hydraulique complexe et ingénieux créé par l'ingénieur Bernardo Buontalenti prend naissance dans les entrailles du géant et distribue l'eau dans tout le parc via des canalisations cachées qui alimentant fontaines, grottes artificielles et bassins du domaine. La tête du colosse communiquait ainsi avec les diverses sources d'eau contenues dans le corps, assurant le fonctionnement des fontaines et des jeux d'eau sonores qui se trouvaient à l'intérieur du colosse.
L'intérieur de la sculpture est en effet creusé de plusieurs petites chambres communicantes sur trois niveaux : à la base, vers le ventre et dans la tête. Elles sont éclairées par la lumière du jour qui filtre à travers les fentes des yeux et des oreilles. Deux pièces au second étage : la grotte de Thétis qui communiquait avec une pièce plus petite décorée de fresques sur le thème de l'extraction des minerais. 
Elles ont l'aspect de grottes de rocaille (à la mode pendant la Renaissance), effet voulu, obtenu par des enduits sur les murs. À l'origine, ces chambres/grottes étaient décorées du thème du monde souterrain. Dans une des pièces, les murs étaient incrustés de coquillages, de coraux, de perles et de cristaux (certains sont encore visibles aujourd'hui). Des fresques murales représentaient des mineurs musclés extrayant des minerais précieux ; dans une autre grotte, c’était des animaux et des bergers ; dans une autre encore, des poissons.
Dans la grotte de Thétis, la plus grande des chambres du deuxième niveau, une fontaine imposante occupait quasiment tout l'espace : la vasque s'élevait depuis un bassin octogonal avec des coquillages et des nacres, et lançait des jets d'eau vers le haut. Une statue de la nymphe marine Thétis, faite entièrement de divers coquillages, était assise à son sommet ; l'eau jaillissait tout autour d'elle. Des niches étaient creusées dans le mur tout autour de la chambre et contenaient des statues de personnages allégoriques représentant Livourne (la ville), l'Île d'Elbe (le fleuve), des sirènes et autres. De cette pièce, un escalier conduisait à la deuxième chambre, qui, elle, contenait une autre fontaine de coquillages avec une vasque de jaspe ornée de corail. 
Au-dessus de la grotte de Thétis, une salle dont la fontaine centrale était ornée d’une (vraie) grande branche de corail, communiquait par un couloir et quelques marches à la petite chambre située dans la tête du géant
Dans ces chambres/grottes, il y avait également des jeux d'eau dits « de plaisanterie » (scherzi d’acqua) : lorsque des visiteurs entraient dans une chambre, des fontainiers activaient des robinets secrets à l’extérieur de la statue, ce qui avait pour effet de produire une pluie qui se mettait à tomber de la voûte et mouillait les visiteurs, qui partaient en courant. Dans la grotte de Thétis, des jets d’eau étaient projetés au visage dès qu'un visiteur posait le pied sur telle dalle ou marche d'escalier piégée, activée par des "capteurs" de poids. Quand ce n'étaient pas les dalles et les marches, c'étaient les statues qui projetaient elles aussi des jets d'eau sur le visiteur grâce au système de capteurs. Le parc était truffé de ces scherzi d’acqua.
Il y avait également des automates (objet de luxe alors très en vogue auprès de la noblesse occidentale) mus par des mécanismes hydrauliques : statues de bergers et de bergères jouant d'instruments de musique (qui émettaient de vraies notes), et fontaines avec des automates. Rien de tout cela ne subsiste aujourd’hui.
Ces chambres sont aujourd'hui ouvertes au public : le visiteur y accède par l'escalier d'origine creusé dans la roche située dans la chambre hexagonale du bas, et qui conduit jusque dans la chambre située dans la tête du colosse. Dès les débuts, la tête avait la fonction de belvédère et de salle pour orchestre ; elle était suffisamment grande pour accueillir une dizaine de personnes ().
Très peu de ces grottes artificielles décorées, avec fontaines, statues et jeux d'eau de la Renaissance subsistent aujourd’hui, encore plus rares, celles qui ont conservé leurs mosaïques et décorations d'origine,.
Le réalisme impressionnant du colosse de l'Apennin lui a valu d'être, dès l'origine, la principale attraction du parc. Une très vieille rime italienne dit : « Giambologna fit l'Appennino / mais il regretta de l'avoir fait au Pratolino » (« Giambologna fece l’Appennino / ma si pentì d’averlo fatto a Pratolino) », signifiant par là que si l’œuvre avait été réalisée à Florence ou dans toute autre grande ville, plutôt que dans les bois d'un parc immense à la périphérie, elle aurait été l'une des sculptures les plus spectaculaires du monde.

## Les témoins de la villa Pratolino des origines
Plusieurs artistes ont dessiné, peint ou décrit Pratolino :
- Montaigne (1533-1592), philosophe et moraliste, décrit le domaine lors de ses visites en 1580 à 1581, dans Journal du voyage de Michel de Montaigne en Italie par la Suisse & l'Allemagne en 1580 & 1581 ;

- Francesco de’ Vieri, Discorsi delle maravigliose opere di Pratolino e d’Amore (1586) (1re description officielle du domaine de Pratolino) ;

- Salvatore Vitale, en visite en 1588 ;

- Claude-Enoch Virey, prince de Condé, en visite en 1592 à 1594 (cf. Vers itinéraires Allant de France en Italie et Vers itinéraires Allant de Venise à Rome) ;

- Fynes Moryson, grand voyageur anglais, visite les lieux en 1594 (cf. Itinerary, publié en 1617) ;

- Giovanni Guerra (1544-1618)), peintre et dessinateur, en visite en 1598 ;

- Henry Wotton (1568-1639), architecte ;

- John Evelyn (1620-1706), écrivain et paysagiste anglais qui a beaucoup décrit Pratolino ;

- Giusto Utens (?-1609) réalise en 1598 un tableau polychrome de toutes les villas Medicis de son époque (19) dont Pratolino dont il peint la moitié sud ;

- Stefano Della Bella (1610-1664), illustrateur, réalise plusieurs gravures des statues, grottes, boulevards d'eau, etc. de Pratolino qui n'existent plus aujourd'hui. Sa gravure de l'escalier montant dans un arbre ceint de jets d'eau témoigne de l’originalité et de la fantaisie du propriétaire d'origine ;

- Bernardo Sansone Sgrilli (1733-1755), architecte et graveur actif entre 1733 et 1755, fait une longue description par le menu et établit une carte géographique aérienne très détaillée et moderne de toute la surface du parc, en notant l'emplacement et le nom de tous les monuments, fontaines, grottes, bassins, chemins, boulevards, plantations, etc. existants. Dans son livre, il déclare que, de toutes les villes de Toscane, c'est Pratolino qui l'a émerveillé le plus. Voir son livre : Descrizione della regia villa, fontane, e fabbriche di Pratolino publié en 1742 () ;

- Giuseppe Zocchi (1711-1767), dessinateur, réalise plusieurs gravures de la villa di Pratolino en 1744.

- Souvenirs d’Italie de Mlle Félicie d'Ayzac, dame de la maison royale de Saint-Denis ; Paris : Journal des Demoiselles no 11, 15 février 1836, pages 33 à 36[14].

## Galerie

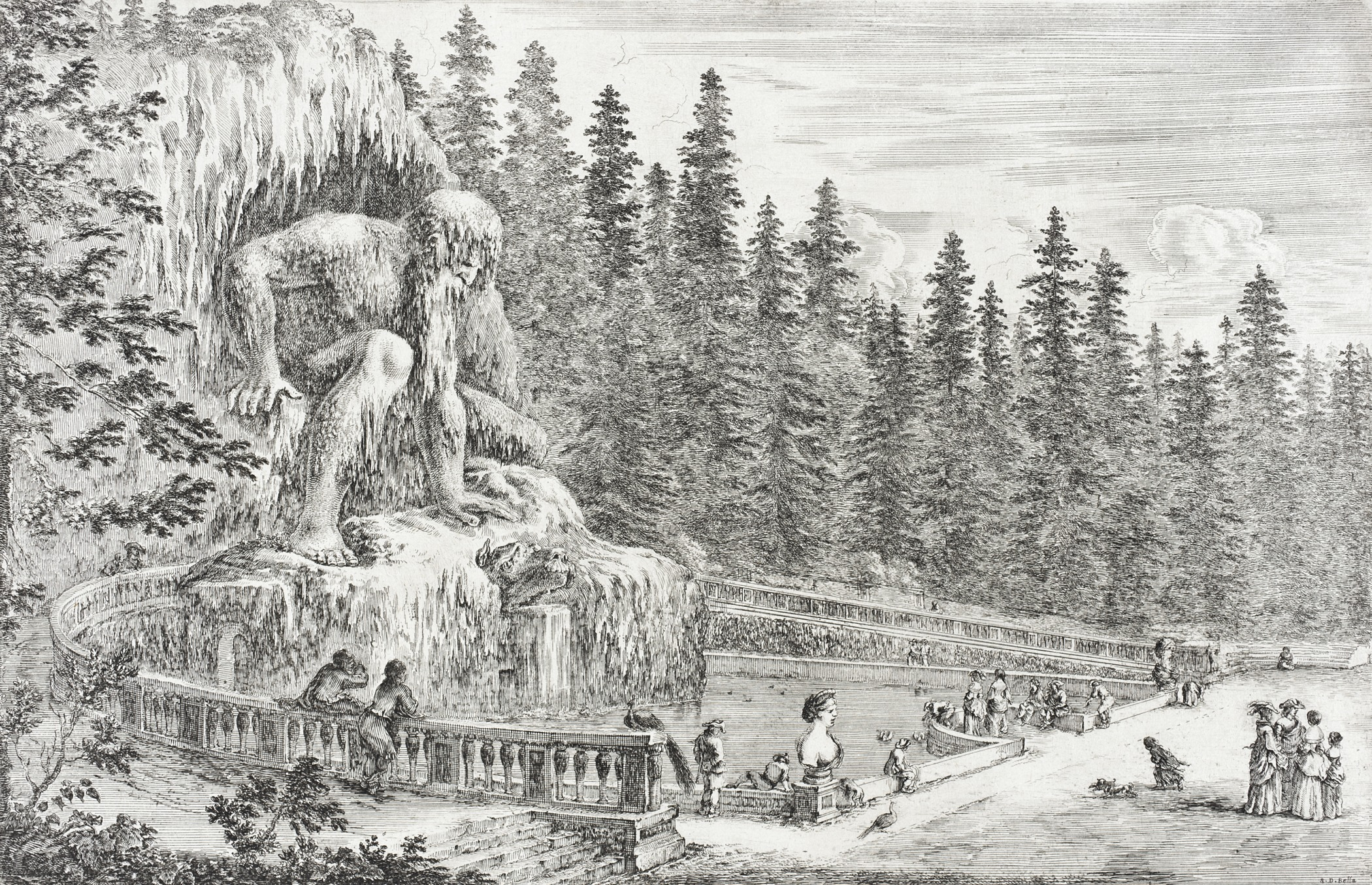
Gravure en eau-forte de 1653 de Stefano Della Bella (noter la niche dans laquelle se trouvait Jupiter à l'origine).
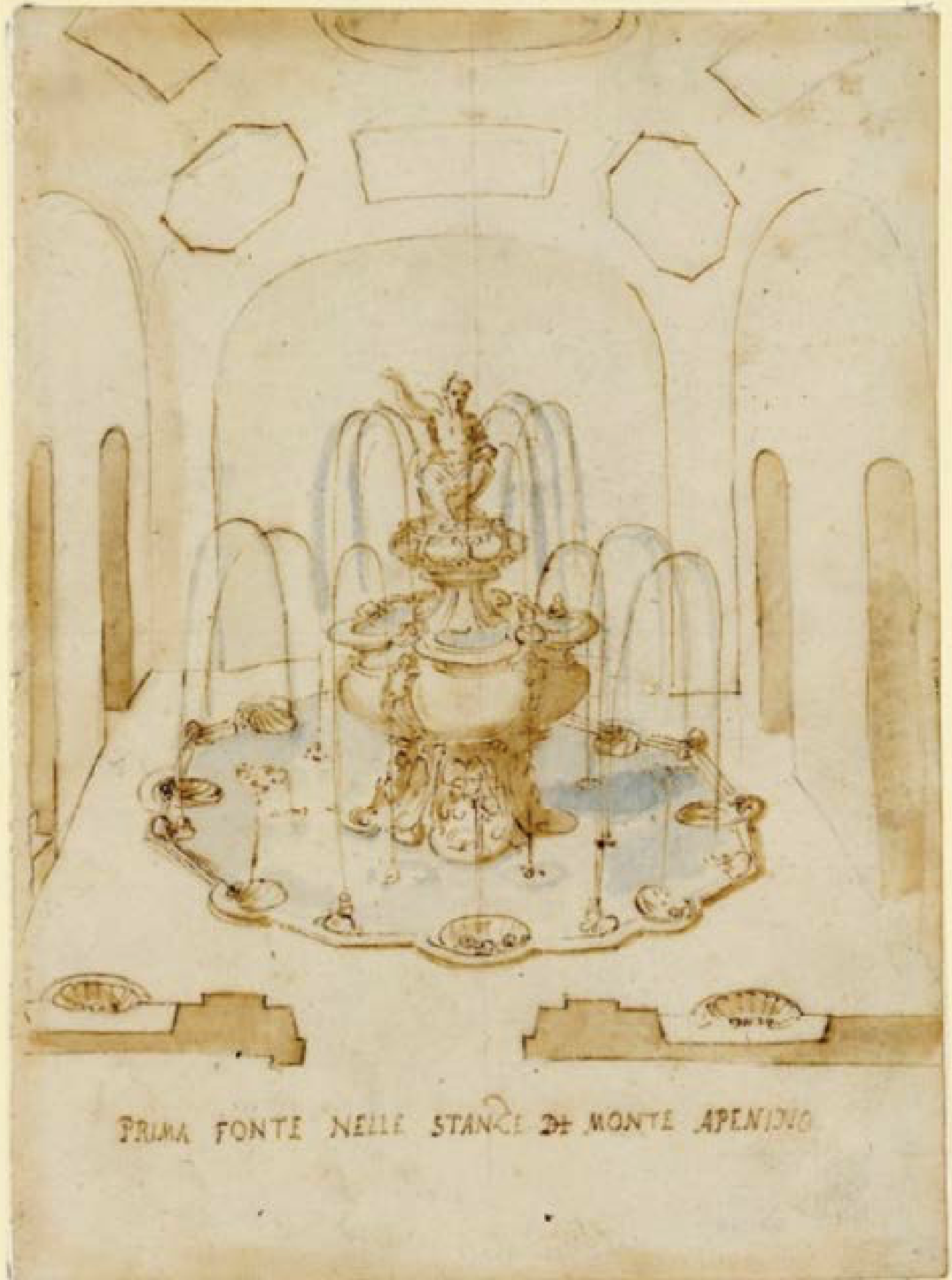
Fontaine de Thétis par Giovanni Guerra.
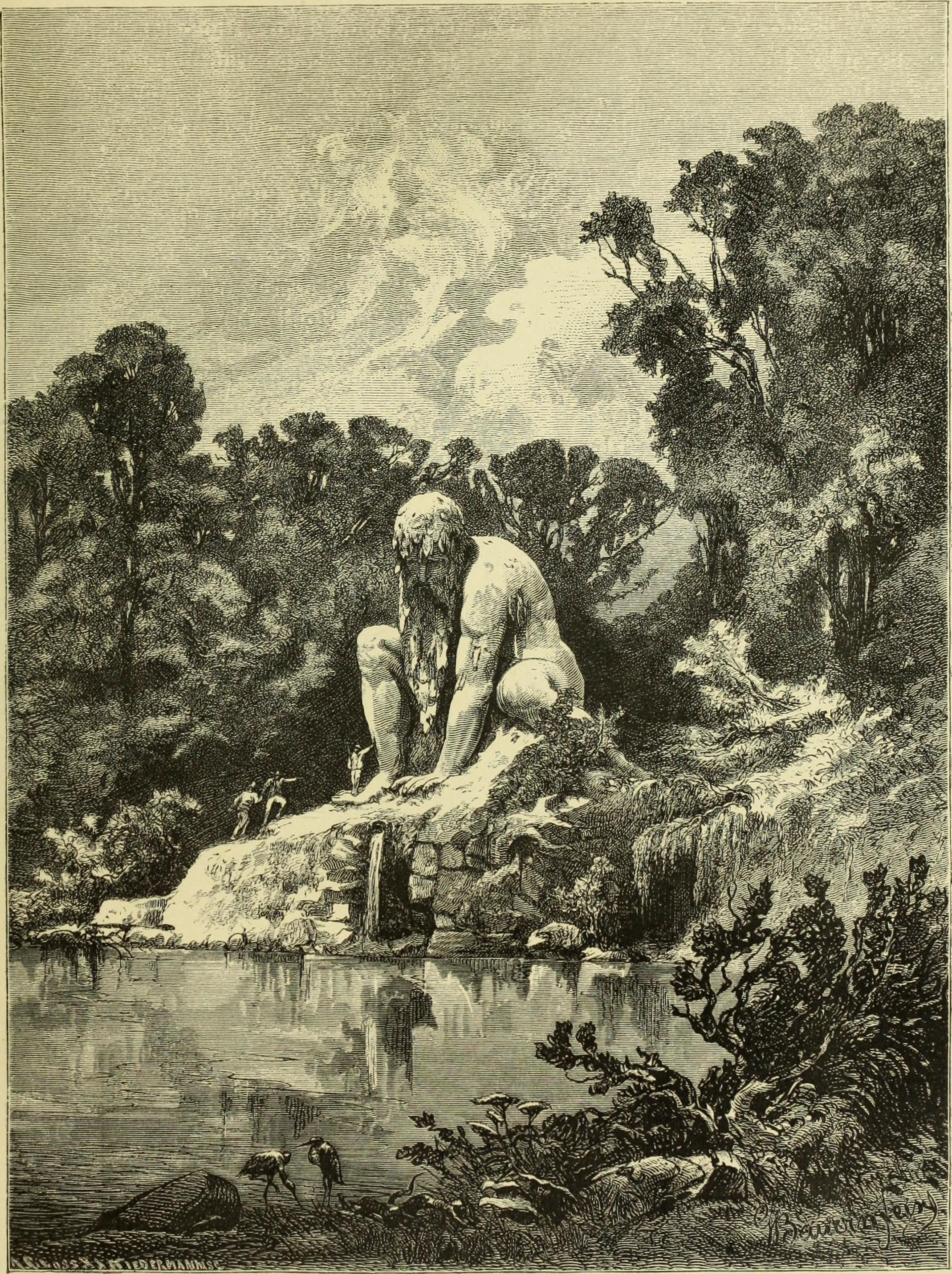
L'Italie des Alpes à l'Etna (1877).
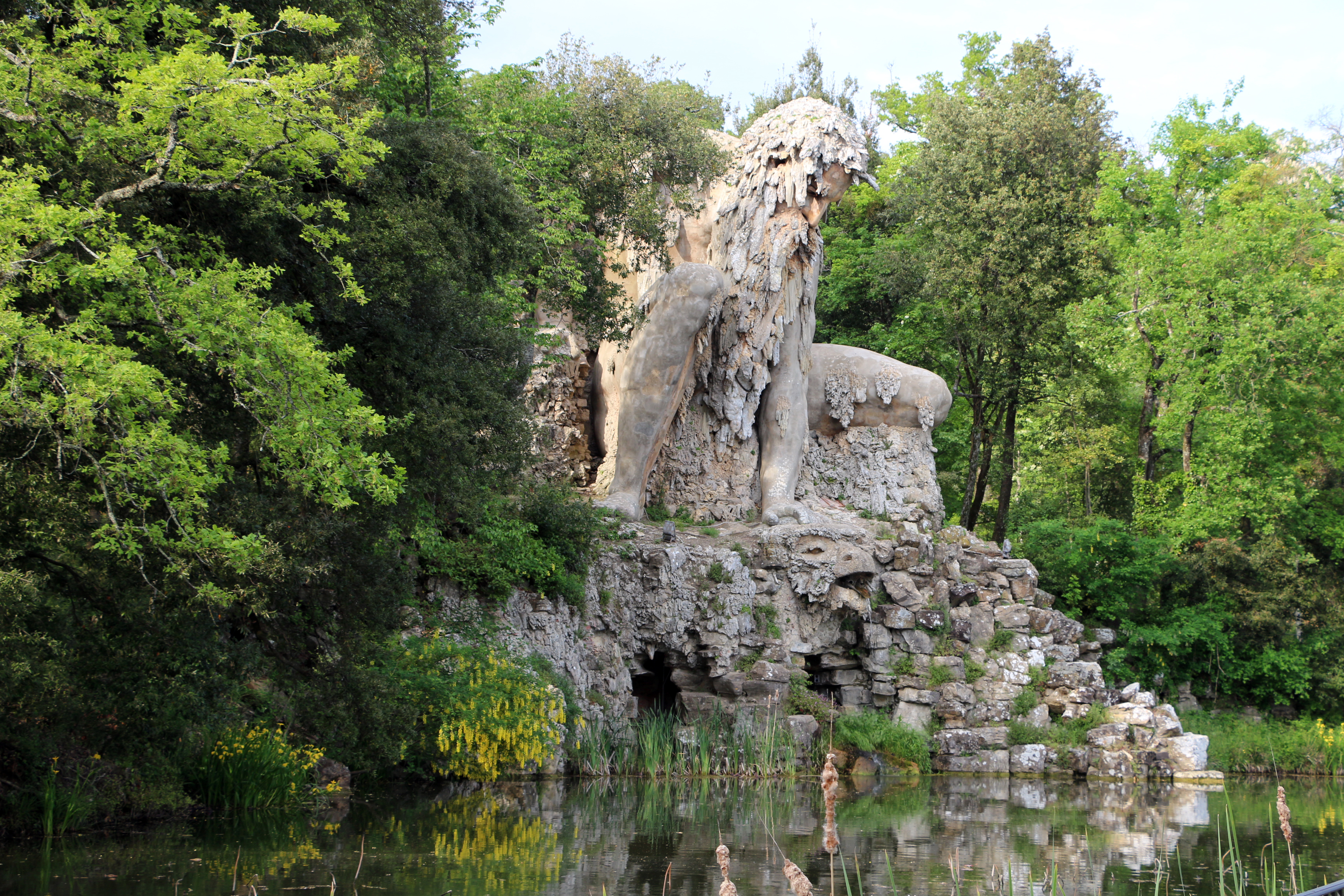
Le parc de pratolino, écrin du colosse.
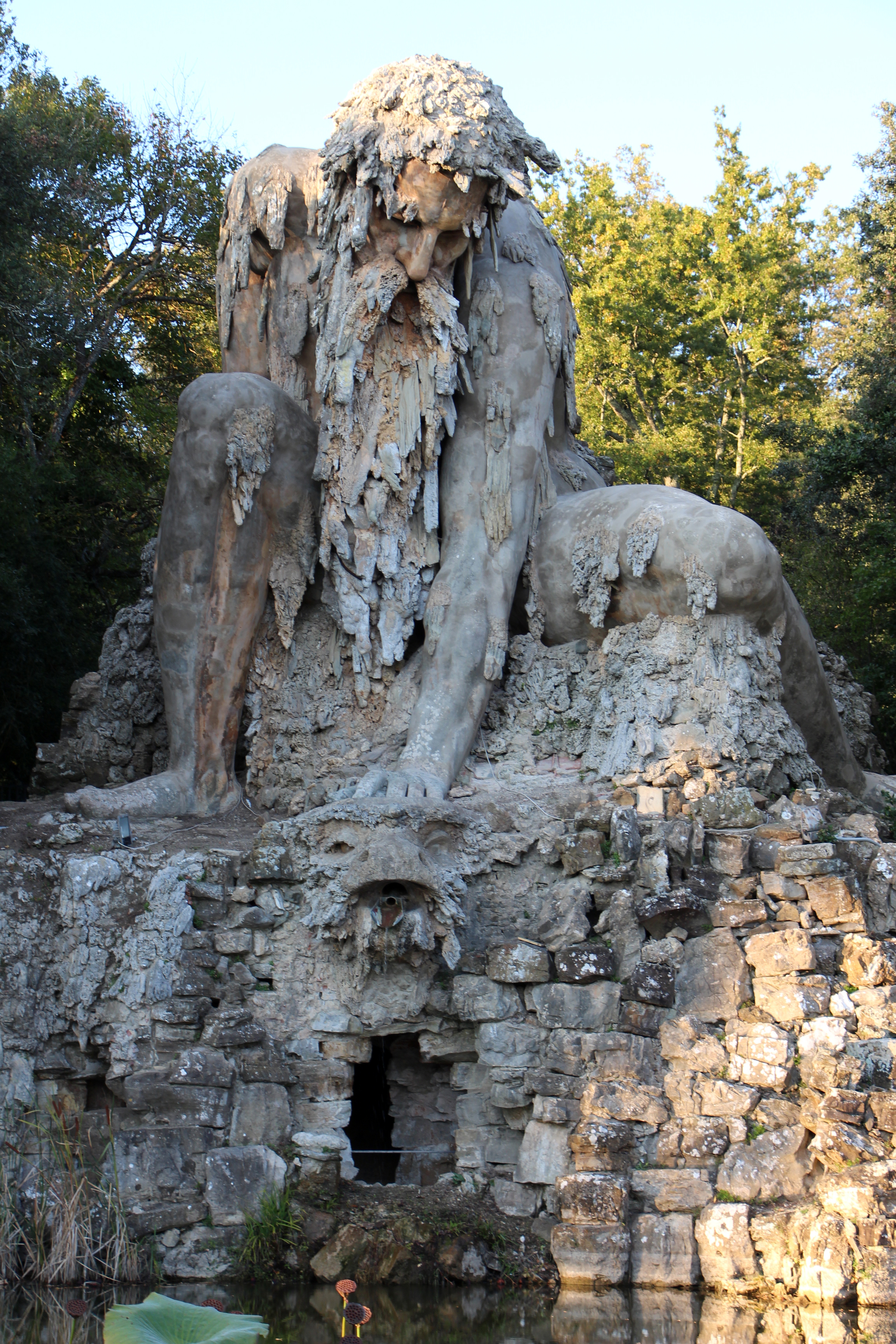
Le colosse des Apennins regarde l'étang.
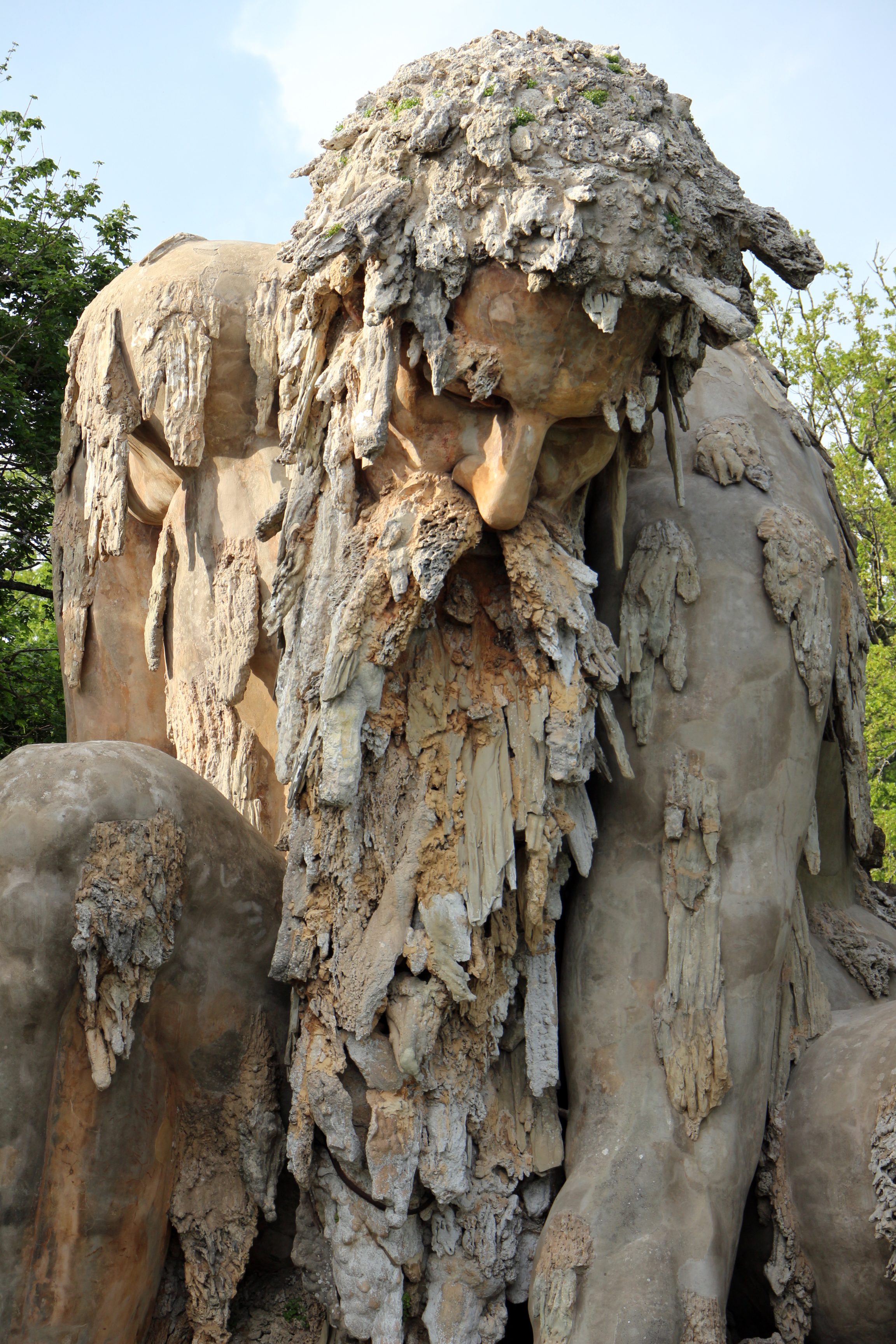
Vision frontale.
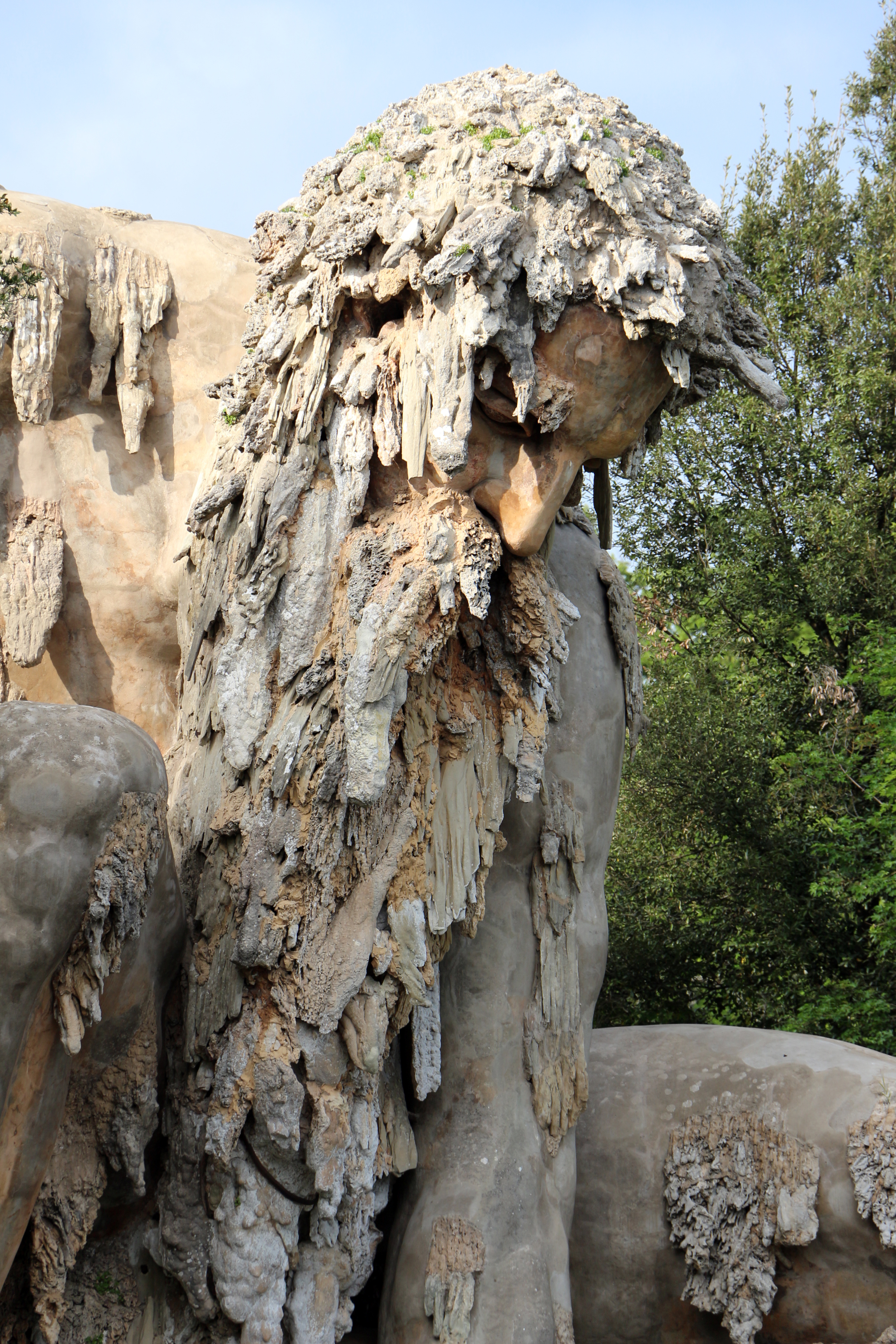
Détail.
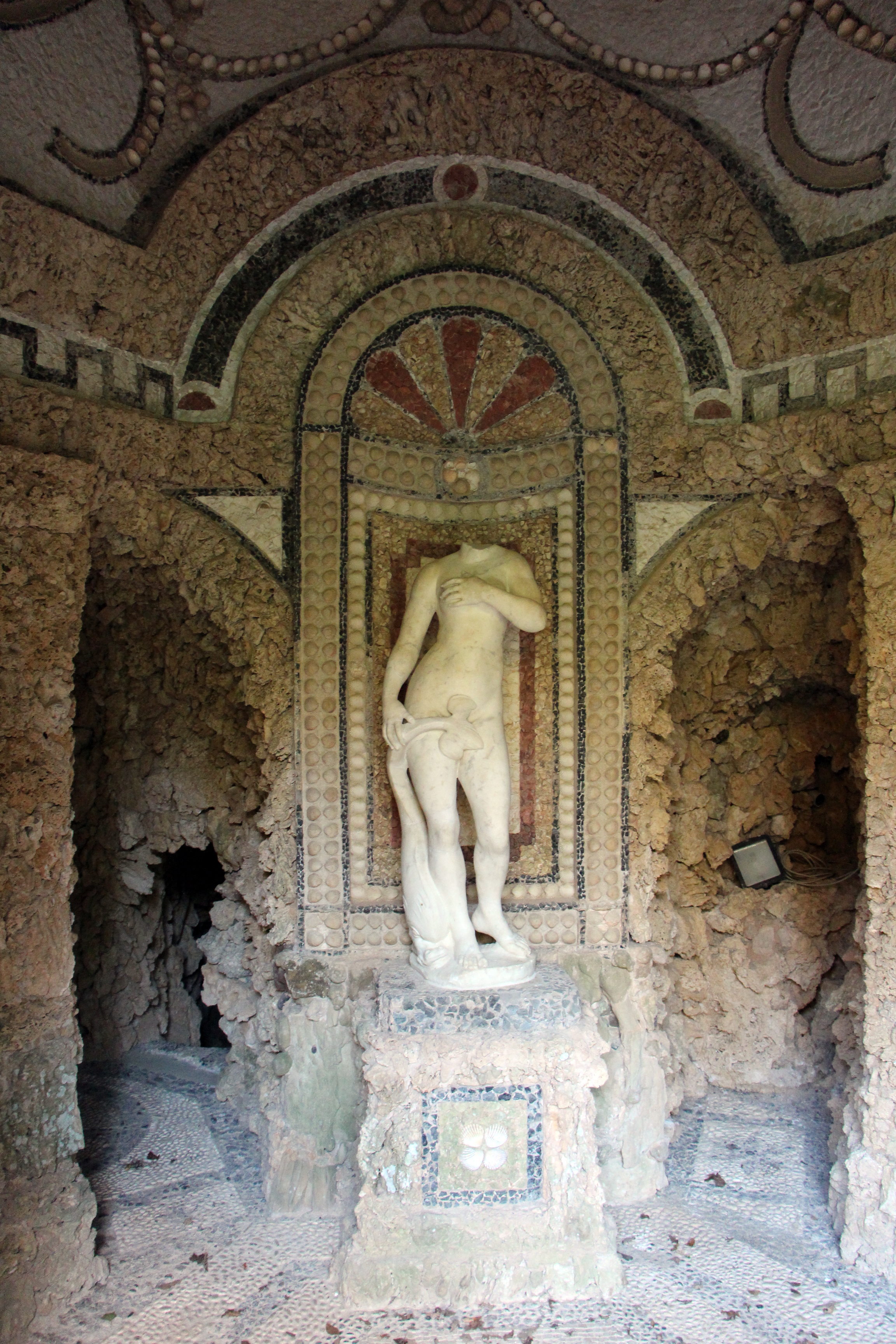
Grotte supérieure.
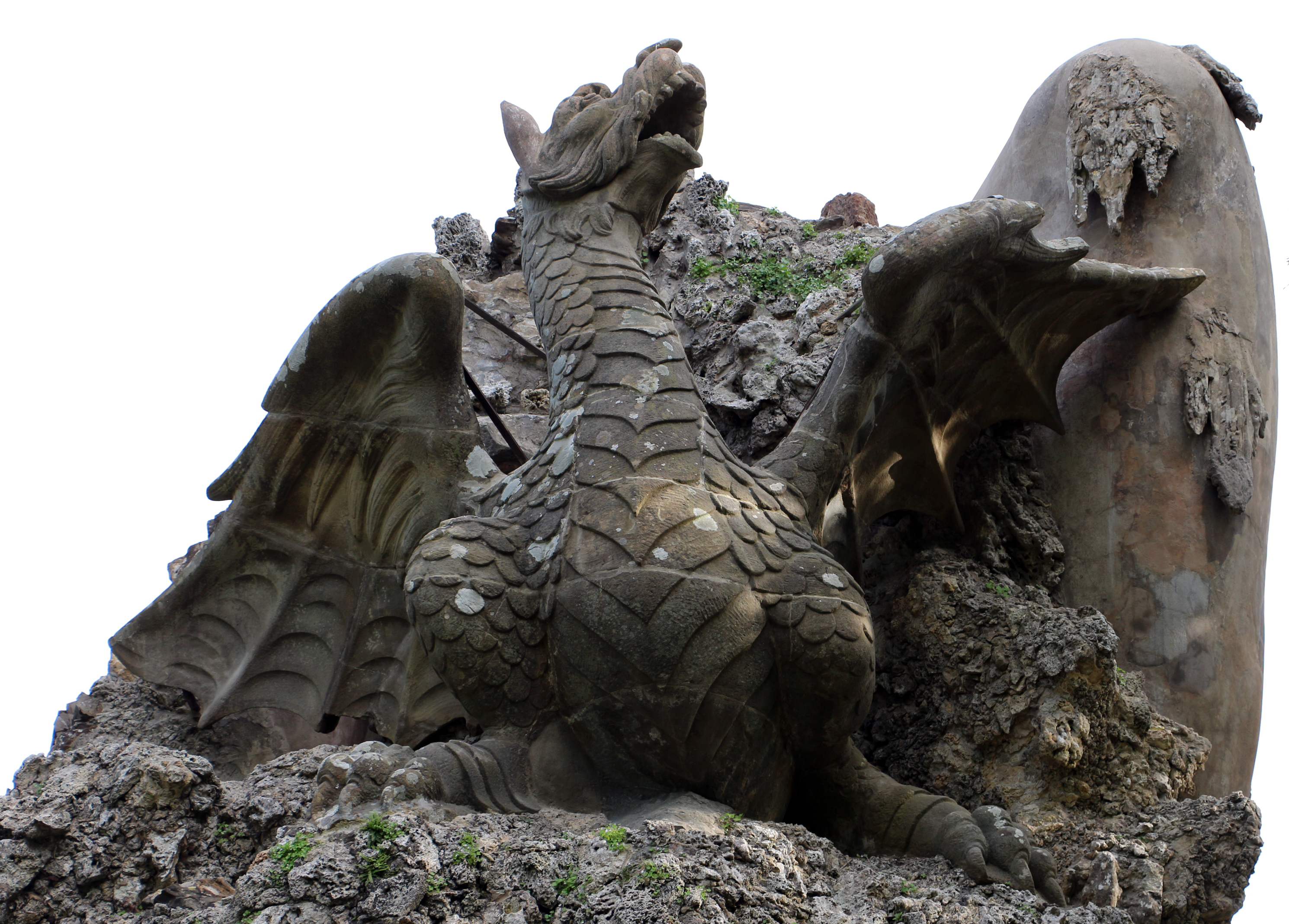
Dragon de Giovanni Battista Foggini.
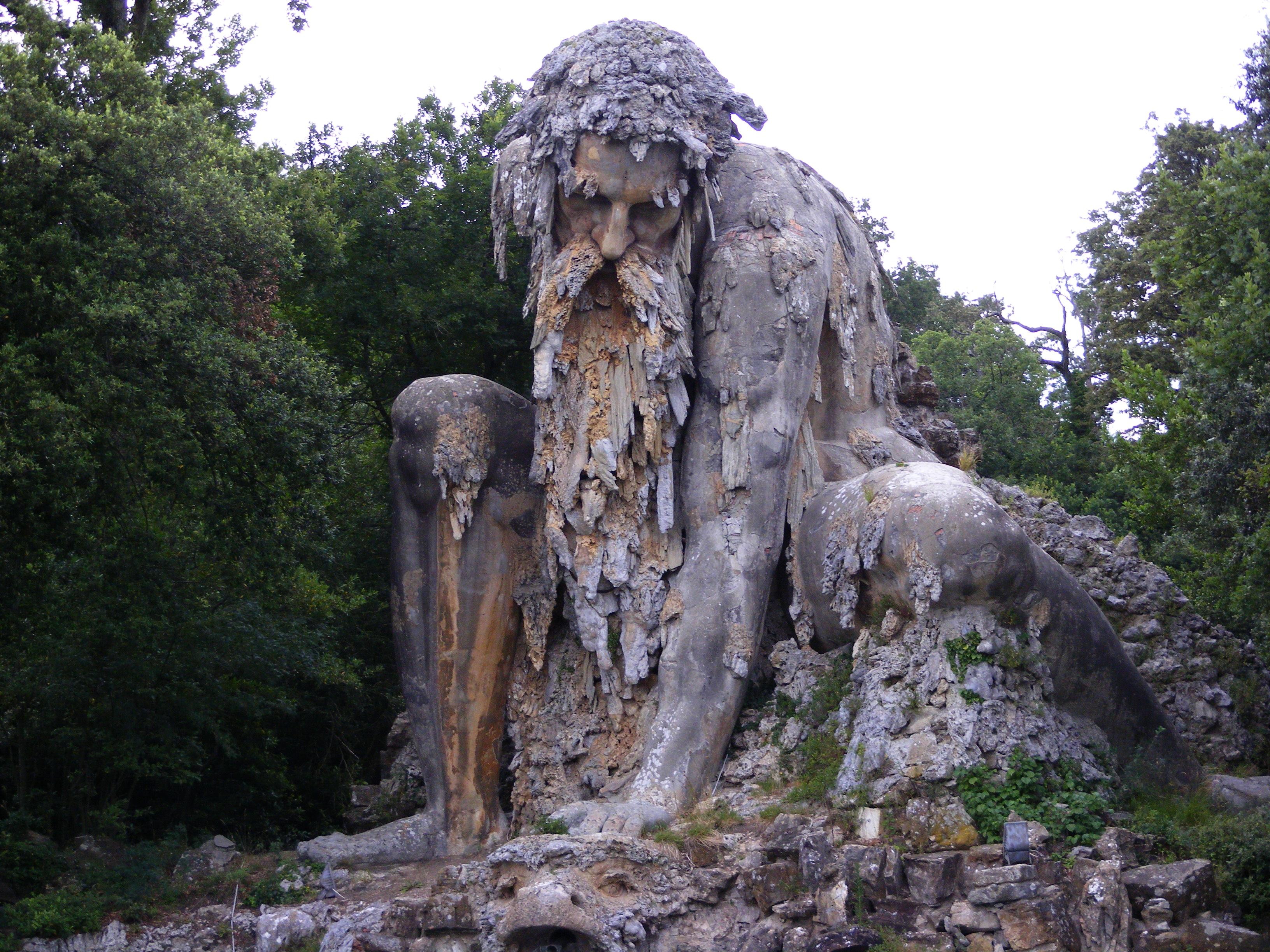
Vue rapprochée du colosse de l'Apennin.
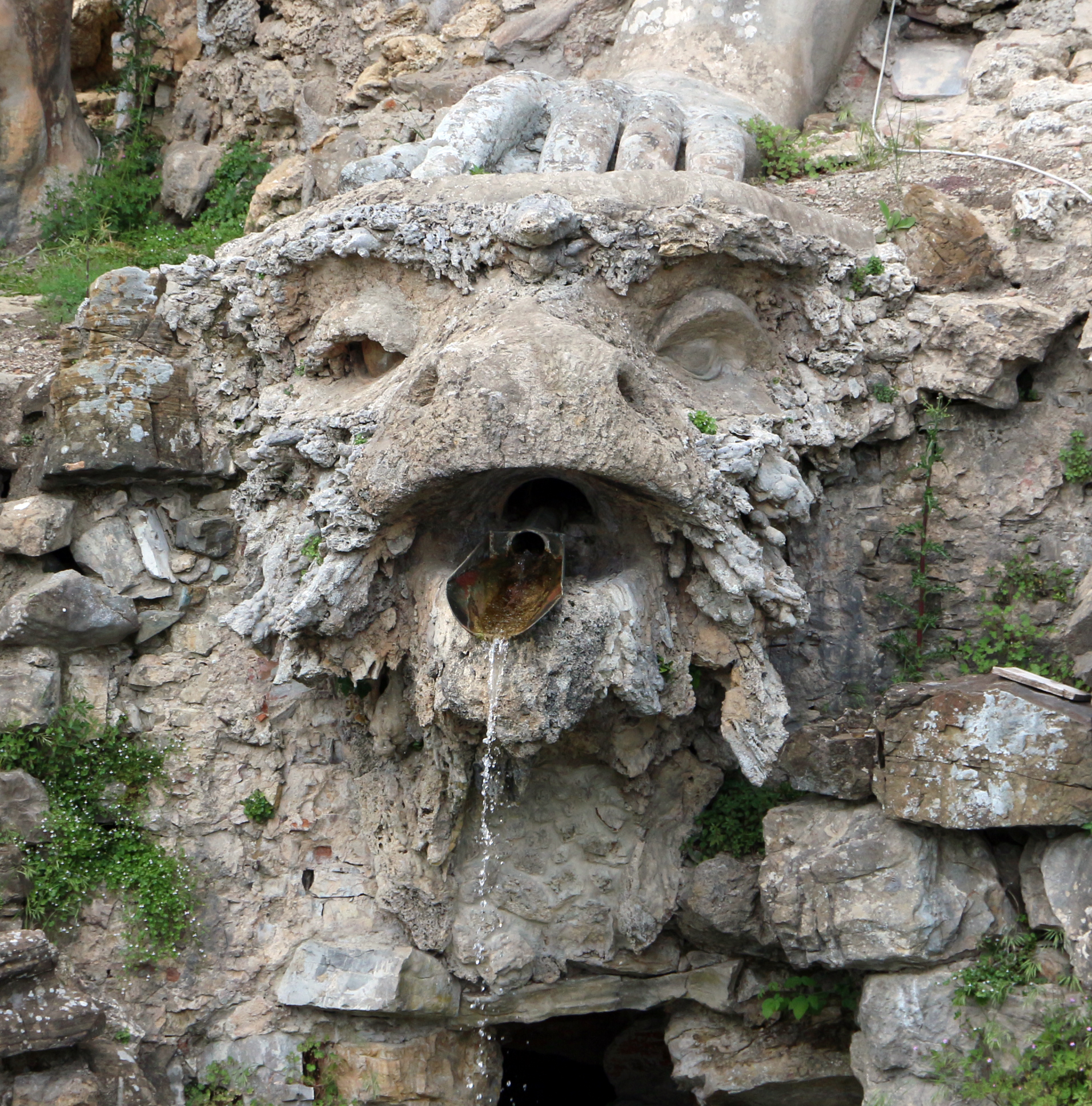
Fontaine dont le flux d'eau jaillit de la gueule ouverte du monstre marin qu'écrase la main gauche de Jupiter.
- Courte vidéo sur la Villa di Pratolino et le colosse de l'Apennin.
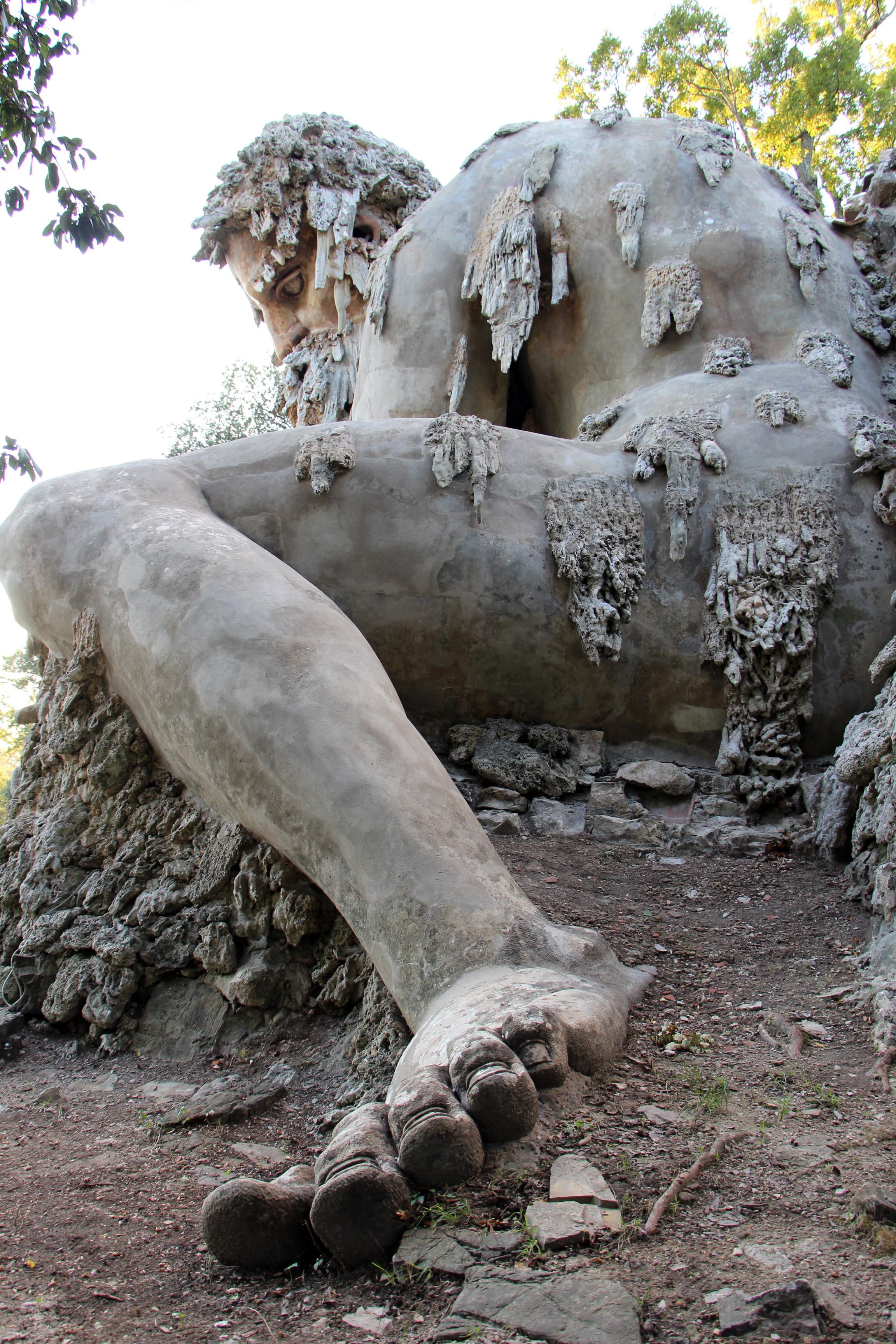
Côté gauche du colosse.
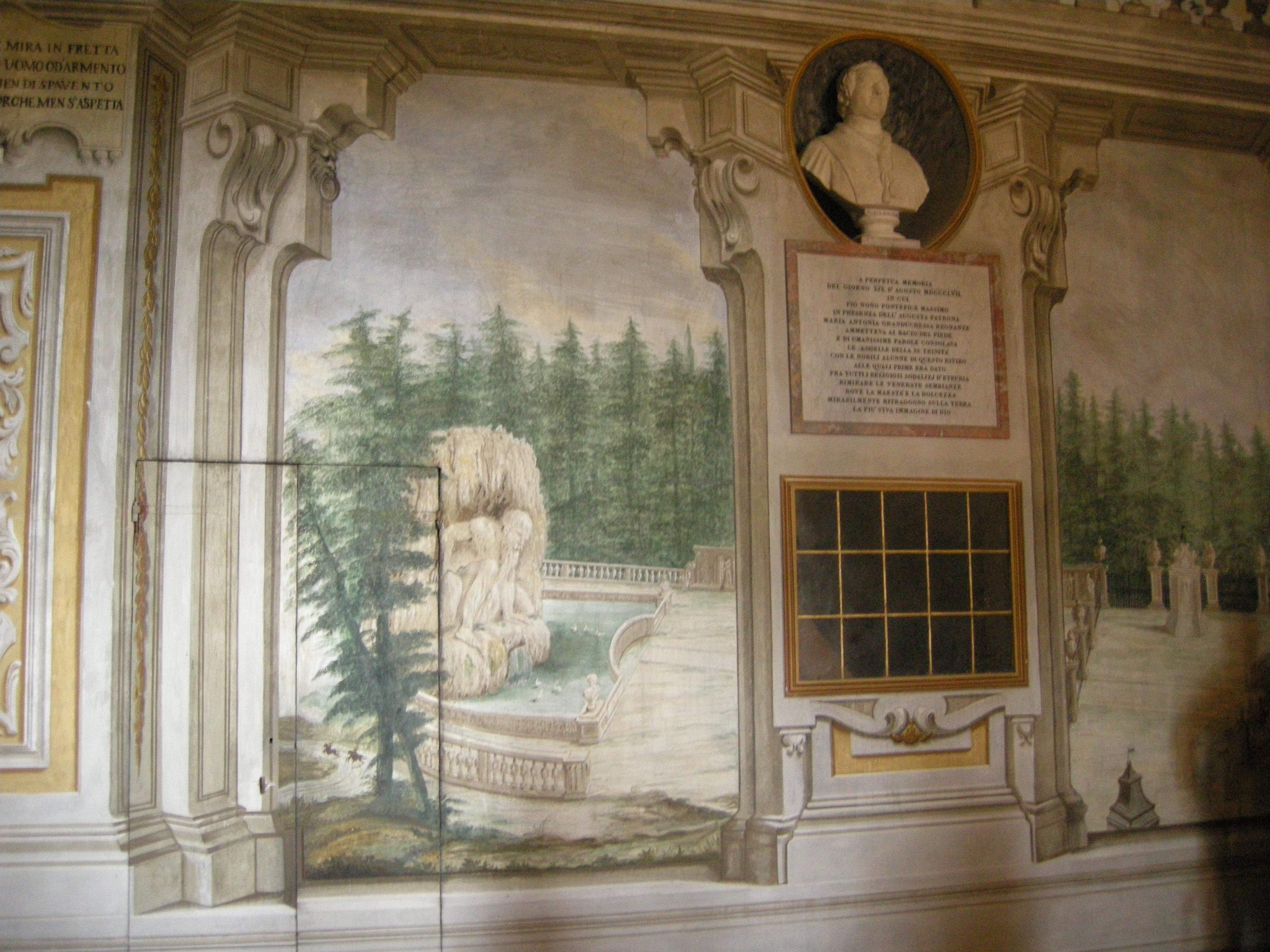
Fresque de 1632 de Giovanni da San Giovanni dans la Villa La Quiete (noter la niche dans laquelle se trouvait Jupiter à l'origine).
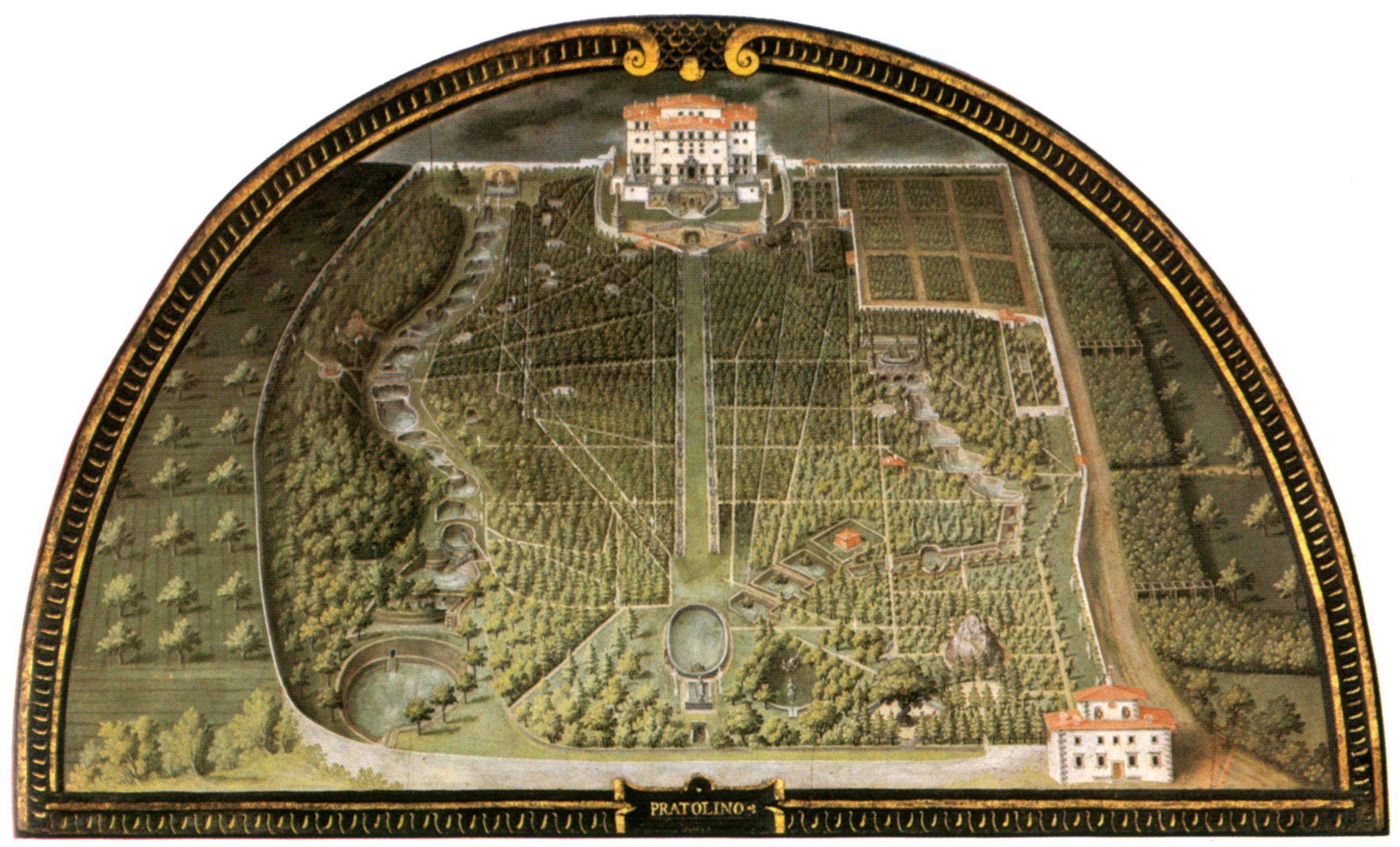
Vue aérienne de 1598 de la moitié sud de la propriété di Pratolino. La moitié nord, où se trouve le colosse de l'Apennin, n'a pas été peinte (tableau de Giusto Utens).
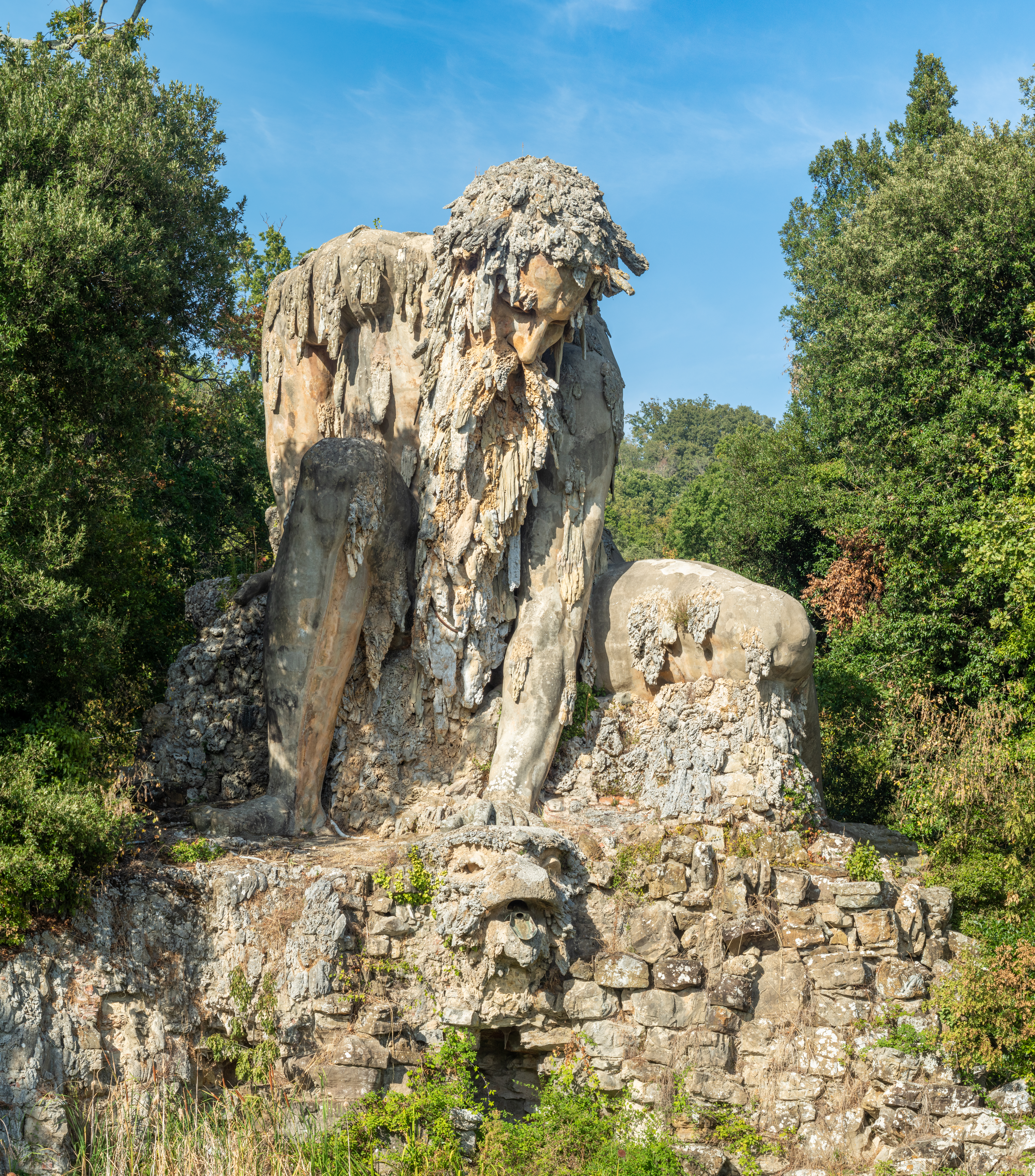
Vue encore plus rapprochée du colosse.
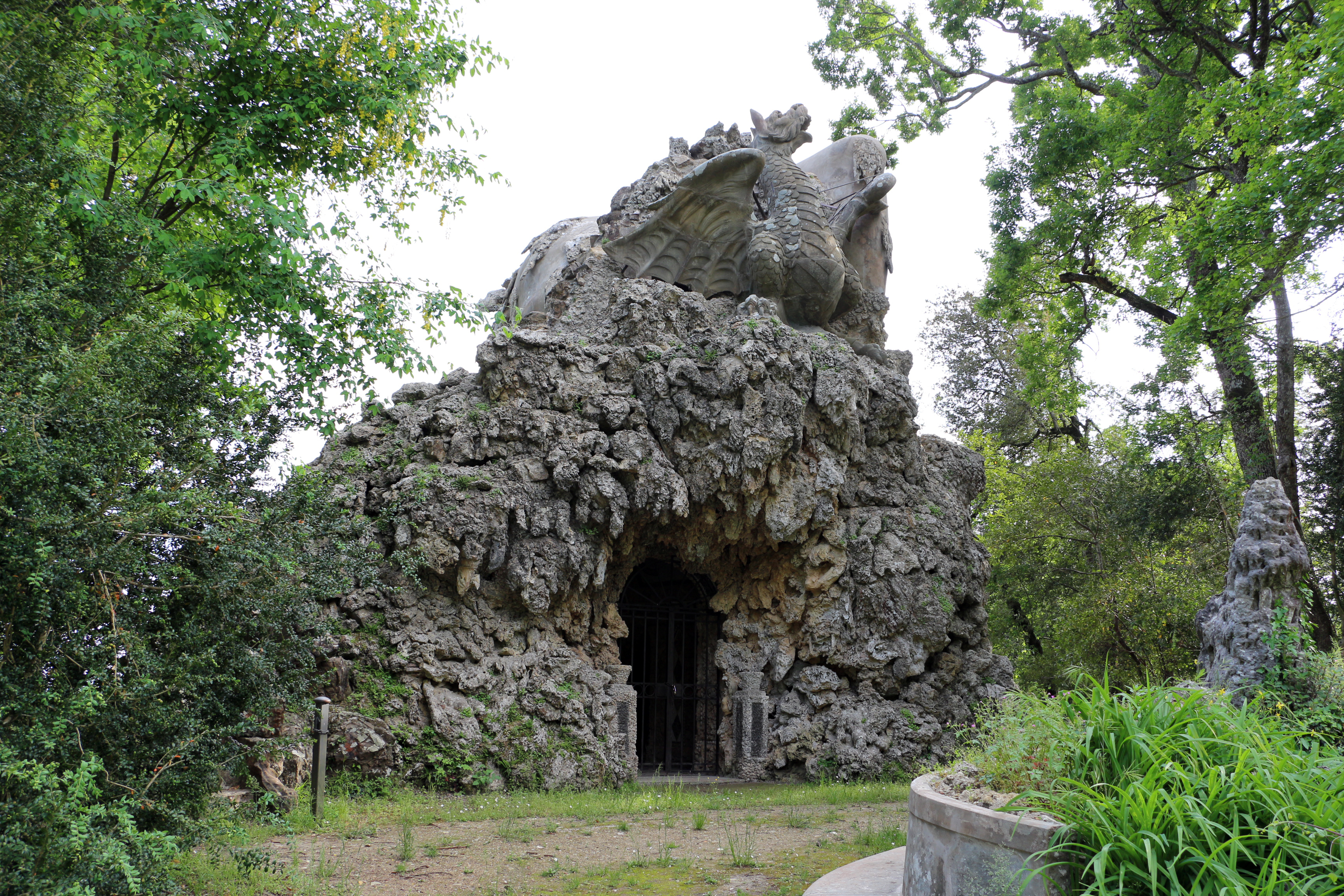
l'Appennino au parc de Pratolino avec une grotte creusée dans le dos du géant et le dragon ajouté Foggini.

## Sources
Écrits
- Hervé Brunon, Pratolino : art des jardins et imaginaire de la nature dans l’Italie de la seconde moitié du XVIe siècle. Thèse de doctorat, 12 mars 2001, Sorbonne, 1112 pages. Numéro national de thèse : 2001PA010556[15].
- Monique Mosser et Hervé Brunon, L'Imaginaire des grottes dans les jardins européens (éditions Hazan, 2015) ;
- Louis Eustache Audot, L'Italie, la Sicile, les îles Éoliennes, l'île d'Elbe, la ..., Volume 1, page 97 à 99 Lire en ligne ;
- (it) Webster Smith, Pratolino ; The Journal of the Society of Architectural Historians, n°20, décembre 1961, pp. 155-168 (l'auteur tient ses informations des Archives de l'état de Florence)
- (en) Marco Pretelli et Andrea Ugolini, Historic Fountains (Le Fontane storiche : eredità’ di un passato recente) ; Florence : Alinea, 2011, 304 p. (Lire en ligne) ;
- (it) A. Vezzosi, Villa Demidoff, parco di Pratolino (1986) ;
- (it) L. Zangheri, L'Acqua a Pratolino, da elemento naturale ad artifizio "maraviglioso" in Il giardino storico italiano, ed. G. Ragionieri (1981), p.355-61 ;
- (it) L. Zangheri, Pratolino, il giardino delle meraviglie (2 v., 1979) ;
- (it) A. Fara, Buontalenti architettura e teatro (1979) ;
- (it) A. Fara, 'L'architettura delle ville buontalentiane attraverso i documenti', in Citta, ville, fortezze della Toscana nel XVI secolo (1978) ;
- (it) A. Fara, Le Ville di Bernardo Buontalenti nel tardo rinascimento toscana, in Stor. A. (1977) ;
- (it) D. Heikamp, Pratolino suoi giorni splendidi, in Ant. Viva, 8 (1969), p.14-34.

Sites Internet
- (it) Site sur le colosse de l'Apennin (avec photographies)
- Peinture du colosse de l'Apennin de Jean de Bologne dans les jardins de la villa Pratolino (ou Demidoff) par Giuseppe Gherardi (1788–1884) (Voir photo)

## Source
- (it) Cet article est partiellement ou en totalité issu de l’article de Wikipédia en italien intitulé « Villa Demidoff » (voir la liste des auteurs).